# Svizzera ai XX Giochi olimpici invernali
La Svizzera partecipò ai XX Giochi olimpici invernali, svoltisi a Torino, Italia, dall'11 al 19 febbraio 2006, con una delegazione di 125 atleti impegnati in tredici discipline.